# Selenops camerun
Selenops camerun är en spindelart som beskrevs av José Antonio Corronca 200. Selenops camerun ingår i släktet Selenops och familjen Selenopidae.
Artens utbredningsområde är Kamerun. Inga underarter finns listade i Catalogue of Life.